# 생방송 오늘 아침 (KBS 제1라디오)
생방송 오늘 아침은 KBS 1라디오에서 2008년 11월 17일부터 2009년 10월 23일까지 1년간 방송됐던 아침 시사프로그램이다.
진행자는 오언종 아나운서이며, 방송시간은 평일 새벽 5시 10분부터 새벽 5시 55분까지이다.
| KBS 1라디오 평일 프로그램 |                               |                          |
| 이전                      | 생방송 오늘 아침              | 다음                     |
| KBS 제1라디오 5시 뉴스    | 생방송 오늘 아침              | 기상통보                 |
| 새벽 5시 ~ 새벽 5시 10분  | 새벽 5시 10분 ~ 새벽 5시 55분 | 새벽 5시 55분 ~ 아침 6시 |
|                           |                               |                          |